# 星希成奏
星希 成奏（ほしき せえな、1999年10月11日 - ）は、日本の女性声優。女性アイドルグループ・A応Pの元メンバー。福岡県北九州市出身。ソニー・ミュージックアーティスツ所属。

## 略歴
最初に声優に興味を持つきっかけになったのは、宮野真守で、アニメオタクだったため、『うたの☆プリンスさまっ♪』の一ノ瀬トキヤの声との差に憧れていたという。元々アニメなどは好きだったが、声優に特別注目して見ていなかったという。アニメ好きの友人の中で声優が話題になって声優にも注目し始めた頃、『チャーリーとチョコレート工場』のウィリー・ウォンカ役が違うイメージだったことから驚いていたという。その時に「同じ人がやっているなんてかっこ良すぎる」と思い、歌が好きだったことから、「自分がなりたいな」と思っていたのは声優アーティストだったという。
2017年5月、「A応P」の候補生オーディションに合格し、候補生ユニット「A応P ZERO」として活動開始。
2018年3月、「A応P」正規メンバーに昇格。メンバーカラーはブルー。2021年3月31日のグループ解散まで約4年間活動した。
2019年10月14日より、声帯結節（ポリープ）切除手術のため活動を一時休養。同年11月9日より復帰。
2021年7月8日、自身のYouTubeチャンネルを開設。
2022年9月30日、急性リンパ性白血病との診断を受け、治療のため声優業および一切の活動を休止することを発表。これに伴い、デイジー役で出演していた『無期迷途「死恋ラジオ」』は降板となり、同年11月以降大空直美へと引き継がれた。翌年4月20日、入院治療を終えて退院したことを発表。
2023年7月1日、eスポーツ応援プロジェクト「声優e-Sports部」に4期生として加入。

## 人物
趣味は漫画・アニメ鑑賞、歌うこと、動画編集、ウィッグ探し。特技は歌うこと、ダンス、声真似、反復横跳び。
好きな食べ物は冷麺、チョコミント、豚トロ、たまごボーロ。
好きなゲームとしてテトリス、Apex Legends、VALORANTを挙げている。

## 出演
太字はメインキャラクター。

### テレビアニメ
- SELECTION PROJECT（2021年、男の子、女子高生[3]）
- ぼっち・ざ・ろっく!（2022年、文化祭実行委員、生徒、楽器店の店員）

### Webアニメ
- アイドルマスター シンデレラガールズ劇場 Extra Stage（2020年、夢見りあむ）
- CINDERELLA GIRLS 10th Anniversary Celebration Animation ETERNITY MEMORIES（2022年、夢見りあむ）
- 無期迷途「死恋ラジオ」（2022年、デイジー〈初代〉[18][13]）

### ゲーム
- WAR OF BRAINS Re:Boot（2018年、サヨナキ、ポロ[3]）
- ブラウンダスト（2019年 - 2020年、サルビア[19]、リュドミラ[20]）
- アイドルマスター シンデレラガールズ（2019年 - 2024年、夢見りあむ[21]） - 2作品[一覧 1]
- BATON=RELAY（2020年、神宮凜々花[24]）
- ビビッドアーミー（2020年、フーカ[25]）
- Shadowverse（2021年、夢見りあむ[26]）
- 無期迷途（2023年、ニノ[27]）
- モンスターストライク（2025年、ゆふる）

### テレビ番組
- 声技の英雄（2021年10月5日 - 2022年3月29日、TOKYO MX）[28]

### 舞台
- 爆走おとな小学生 第五回特別授業『あたしをくらえ。』（2018年10月17日 - 21日、新宿村LIVE） - ペネロピ 役[3]
- 爆走おとな小学生 第十回全校集会『初等教育ロイヤル』（2019年5月29日 - 6月2日、こくみん共済 coop ホール／スペース・ゼロ） - 伊藤さん 役[29]
- feather stage「THE END OF 通勤急行大爆破」（2021年5月29日 - 6月6日、シアターKASSAI） - 三船永遠 役（Aチーム）[30]
- 和道ノ阿修羅（2021年12月10日 - 12日、京都劇場） - 寧音 役[31]
- アサルトリリィ 御台場女学校編 - 西郷紅 役
  - The Empathy Phenomenon（2022年2月17日 - 28日、紀伊國屋サザンシアター TAKASHIMAYA）[32]
  - The Snowdrop（2024年8月1日 - 11日、紀伊國屋サザンシアター TAKASHIMAYA）

### 朗読劇
- Act Session vol.1「喜笑転結」（2022年2月13日、浅草九倶楽部 浅草九劇）[33]
- 「朗読と歌とおしゃべりをきみと 〜W〜」act.2（2025年2月23日、杉並区立勤労福祉会館）[34]
- 「美術室に置き去りにされた天使－再演－」（2025年4月2日・5日、シアターサンモール） - アザミ 役[35][36]

### その他コンテンツ
- 温泉むすめ（2018年、山代八咫[37]）
- 十五少女（2021年、卯都木シスイ[38]）
- 30 MINUTES SISTERS（2024年、ネヴァリア）

## ディスコグラフィ

### キャラクターソング
| 発売日   | 商品名                                                                               | 歌 | 楽曲                                              | 備考                                                                     |
| 2019年   | 2019年                                                                               | 2019年 | 2019年                                            | 2019年                                                                   |
| -------- | ------------------------------------------------------------------------------------ | --- | ------------------------------------------------- | ------------------------------------------------------------------------ |
| 10月16日 | 温泉むすめコンプリートアルバム Vol.3                                                 | 山代八咫（星希成奏） | 「常しえの標」                                    | 『温泉むすめ』関連曲                                                     |
| 2020年   |                                                                                      | |                                                   |                                                                          |
| 1月22日  | THE IDOLM@STER CINDERELLA MASTER 夢をのぞいたら                                      | THE IDOLM@STER CINDERELLA GIRLS! | 「夢をのぞいたら」                                | ゲーム『アイドルマスター シンデレラガールズ』関連曲                      |
| 1月22日  | THE IDOLM@STER CINDERELLA MASTER 夢をのぞいたら                                      | THE IDOLM@STER CINDERELLA GIRLS for BEST5! | 「Sun!High!Gold!」                                | ゲーム『アイドルマスター シンデレラガールズ』関連曲                      |
| 4月22日  | THE IDOLM@STER CINDERELLA MASTER 057 夢見りあむ                                      | 夢見りあむ（星希成奏） | 「OTAHEN アンセム」                               | ゲーム『アイドルマスター シンデレラガールズ』関連曲                      |
| 6月17日  | Start me up/かけだしのモノローグ                                                     | BATON=RELAY Project | 「Start me up」 「かけだしのモノローグ」          | ゲーム『BATON=RELAY』関連曲                                              |
| 6月17日  | Start me up/かけだしのモノローグ                                                     | April4 | 「四月のDreams come true」                        | ゲーム『BATON=RELAY』関連曲                                              |
| 6月17日  | ミライ=バトン                                                                        | BATON=RELAY Project | 「ミライ=バトン」                                 | ゲーム『BATON=RELAY』関連曲                                              |
| 6月17日  | ミライ=バトン                                                                        | April4 | 「MAJI de MAGIA」                                 | ゲーム『BATON=RELAY』関連曲                                              |
| 9月16日  | THE IDOLM@STER CINDERELLA GIRLS STARLIGHT MASTER GOLD RUSH! 01 Go Just Go!           | 夢見りあむ（星希成奏）、大槻唯（山下七海）、北条加蓮（渕上舞）、佐藤心（花守ゆみり）、一ノ瀬志希（藍原ことみ）、鷹富士茄子（森下来奈）、棟方愛海（藤本彩花）、川島瑞樹（東山奈央）、五十嵐響子（種﨑敦美） | 「Go Just Go!（M@STER VERSION）」                 | ゲーム『アイドルマスター シンデレラガールズ スターライトステージ』関連曲 |
| 9月16日  | THE IDOLM@STER CINDERELLA GIRLS STARLIGHT MASTER GOLD RUSH! 01 Go Just Go!           | 夢見りあむ（星希成奏） | 「Go Just Go!（M@STER VERSION）」                 | ゲーム『アイドルマスター シンデレラガールズ スターライトステージ』関連曲 |
| 2021年   |                                                                                      | |                                                   |                                                                          |
| 12月8日  | THE IDOLM@STER CINDERELLA GIRLS STARLIGHT MASTER GOLD RUSH! 13 Secret Mirage         | 夢見りあむ（星希成奏）、佐城雪美（中澤ミナ）、安部菜々（三宅麻理恵） | 「ハレ晴レユカイ」                                | ゲーム『アイドルマスター シンデレラガールズ スターライトステージ』関連曲 |
| 2022年   |                                                                                      | |                                                   |                                                                          |
| 5月25日  | THE IDOLM@STER CINDERELLA GIRLS STARLIGHT MASTER R/LOCK ON! 05 トロピカルガール      | 夢見りあむ（星希成奏）、乙倉悠貴（中島由貴）、姫川友紀（杜野まこ）、三村かな子（大坪由佳）、難波笑美（伊達朱里紗）                                                                                         | 「トロピカルガール（M@STER VERSION）」            | ゲーム『アイドルマスター シンデレラガールズ スターライトステージ』関連曲 |
| 5月25日  | THE IDOLM@STER CINDERELLA GIRLS STARLIGHT MASTER R/LOCK ON! 05 トロピカルガール      | 夢見りあむ（星希成奏） | 「トロピカルガール（M@STER VERSION）」            | ゲーム『アイドルマスター シンデレラガールズ スターライトステージ』関連曲 |
| 9月3日   | THE IDOLM@STER CINDERELLA GIRLS LIKE4LIVE #cg_ootd 会場オリジナルCD                  | 夢見りあむ（星希成奏） | 「夢をのぞいたら」                                | ゲーム『アイドルマスター シンデレラガールズ スターライトステージ』関連曲 |
| 9月3日   | THE IDOLM@STER CINDERELLA GIRLS LIKE4LIVE #cg_ootd 会場オリジナルCD                  | 夢見りあむ（星希成奏） | 「Sun!High!Gold!」                                | ゲーム『アイドルマスター シンデレラガールズ スターライトステージ』関連曲 |
| 12月30日 | Majoram Therapie -ももクロ×シンデレラ ver.-                                          | ももいろクローバーZ、THE IDOLM@STER CINDERELLA GIRLS | 「Majoram Therapie」                              | ゲーム『アイドルマスター シンデレラガールズ スターライトステージ』関連曲 |
| 2023年   |                                                                                      | |                                                   |                                                                          |
| 2月15日  | THE IDOLM@STER CINDERELLA GIRLS STARLIGHT MASTER PLATINUM NUMBER 02 UNIQU3 VOICES!!! | 辻野あかり（梅澤めぐ）、砂塚あきら（富田美憂）、夢見りあむ（星希成奏） | 「UNIQU3 VOICES!!!（M@STER VERSION）」            | ゲーム『アイドルマスター シンデレラガールズ スターライトステージ』関連曲 |
| 2月15日  | THE IDOLM@STER CINDERELLA GIRLS STARLIGHT MASTER PLATINUM NUMBER 02 UNIQU3 VOICES!!! | 夢見りあむ（星希成奏） | 「UNIQU3 VOICES!!!（M@STER VERSION）」            | ゲーム『アイドルマスター シンデレラガールズ スターライトステージ』関連曲 |
| 7月19日  | THE IDOLM@STER CINDERELLA GIRLS STARLIGHT MASTER PLATINUM NUMBER 04 Majoram Therapie | 夢見りあむ（星希成奏）、西園寺琴歌（安齋由香里）、大槻唯（山下七海）、北条加蓮（渕上舞） | 「Majoram Therapie」                              | ゲーム『アイドルマスター シンデレラガールズ スターライトステージ』関連曲 |
| 2024年   |                                                                                      | |                                                   |                                                                          |
| 2月28日  | THE IDOLM@STER CINDERELLA MASTER パジャマジャマ ＆ この恋の解を答えなさい            | THE IDOLM@STER CINDERELLA GIRLS Stage for Cinderella groupD BEST5! | 「この恋の解を答えなさい」                        | ゲーム『アイドルマスター シンデレラガールズ スターライトステージ』関連曲 |
| 12月11日 | THE IDOLM@STER CINDERELLA GIRLS STARLIGHT MASTER HEART TICKER! 12 モラトリアム       | 夢見りあむ（星希成奏）、双葉杏（五十嵐裕美） | 「モラトリアム（M@STER VERSION）」                | ゲーム『アイドルマスター シンデレラガールズ スターライトステージ』関連曲 |
| 12月11日 | THE IDOLM@STER CINDERELLA GIRLS STARLIGHT MASTER HEART TICKER! 12 モラトリアム       | 夢見りあむ（星希成奏） | 「モラトリアム（M@STER VERSION）」                | ゲーム『アイドルマスター シンデレラガールズ スターライトステージ』関連曲 |
| 2025年   |                                                                                      | |                                                   |                                                                          |
| 1月22日  | THE IDOLM@STER CINDERELLA MASTER Passion jewelries! 004                              | 依田芳乃（高田憂希）、村上巴（花井美春）、佐藤心（花守ゆみり）、夢見りあむ（星希成奏）、久川凪（立花日菜）                                                                                                 | 「熱情エナモラル」 「認めてくれなくたっていいよ」 | ゲーム『アイドルマスター シンデレラガールズ』関連曲                      |
| 1月22日  | THE IDOLM@STER CINDERELLA MASTER Passion jewelries! 004                              | 夢見りあむ（星希成奏） | 「INTERNET YAMERO」                               | ゲーム『アイドルマスター シンデレラガールズ』関連曲                      |